# Porlier Bay
Die Porlier Bay (englisch; bulgarisch залив Порлиер saliw Porlier) ist eine 3 km breite und 1,6 m lange Bucht an der Nordküste der Johannes-Paul-II.-Halbinsel im Norden der Livingston-Insel im Archipel der Südlichen Shetlandinseln. Sie liegt zwischen dem Kap Shirreff und dem Black Point.
Britische Wissenschaftler kartierten sie 1968, chilenische 1971, argentinische 1980, spanische 1991 und bulgarische 2005 sowie 2009. Die bulgarische Kommission für Antarktische Geographische Namen benannte sie 2010 nach Rosendo Porlier y Asteguieta (1771–1819), Kommandant des spanischen Geschwaders, dessen Flaggschiff San Telmo im September 1819 mit seiner 644 Mann starken Besatzung vor der Livingston-Insel versunken war.